# Jos van der Lans
Josephus Johannes Maria (Jos) van der Lans (Breda, 2 april 1954) is cultuurpsycholoog en journalist/publicist. Daarnaast was hij tussen 1999 en 2007 lid van de Eerste Kamer voor GroenLinks.

## Achtergrond
Van der Lans komt uit een katholiek gezin. Tussen 1960 en 1967 bezocht Van der Lans een katholieke lagere school in Amsterdam (tot 1964) en vervolgens in Den Haag. Tussen 1967 en 1973 bezocht hij een katholieke middelbare school in Den Haag, waar hij atheneum-beta afrondde. Tussen 1973 en 1981 studeerde hij psychologie aan de Katholieke Universiteit Nijmegen. In 1977 haalde hij zijn kandidaatsexamen en in 1981 het doctoraalexamen. Van der Lans specialiseerde zich in cultuur- en godsdienstpsychologie. Hij volgde bijvakken bij massacommunicatie en pedagogiek. Van der Lans schreef zijn scriptie over 'Jeugdcultuur, provo en jongerenbeweging'. Daarnaast volgde Van der Lans tussen 1979 en 1981 opleidingen voor docent maatschappijleer en wetenschapsvoorlichting. Tussen 1977 en 1981 werkte Van der Lans naast zijn studie als student-assistent in faculteit der sociale wetenschappen bij verschillende vakgroepen. Tussen 1977 en 1983 werkte hij als redacteur van het kwartaaltijdschrift Psychologie & Maatschappij.
Van der Lans was ook actief binnen de studentenbeweging en de medezeggenschap: zo was hij tussen 1975 en 1977 voorzitter van de Unie van Studenten te Nijmegen en tussen 1977 en 1978 student-Bestuurslid bij subfaculteit psychologie van de KUN. In 1978 werd Van der Lans lid van de Communistische Partij van Nederland. Hij verliet in 1986 de CPN. De partij was in zijn ogen een "sterfhuis" geworden, opgebroken door "onoplosbare twisten".

## Journalist en Publicist
Vanaf 1981 ging Van der Lans werken als journalist. Tussen 1981 en 1982 schreef hij als freelancer voor het tijdschrift Jeugd en Samenleving. Tussen 1982 en 1987 was hij eindredacteur van het tijdschrift Marge, een maandblad over het welzijnswerk. Tussen 1983 en 1984 was hij kortstondig deeltijd docent psychologie aan de Voortgezette Opleiding in Nijmegen. Tussen 1987 en 1989 was hij eerst adjunct-hoofdredacteur en vervolgens later hoofdredacteur van het Welzijnsweekblad en het Tijdschrift voor de Sociale Sector. Ook schreef Van der Lans columns. Tussen 1987 en 1995 was hij redacteur bij De Helling, een initiatief van de wetenschappelijke bureaus van de CPN, de Pacifistisch Socialistische Partij en de Politieke Partij Radikalen. Deze partijen zouden in 1989 fuseren tot GroenLinks. Sinds 1990 was De Helling dan ook het kwartaaltijdschrift van het wetenschappelijk bureau GroenLinks. In deze period was hij ook maatschappelijk actief: hij zat in het bestuur van de Katholiek Service Instituut voor Levensvorming (KSIL), een katholieke jongerenorganisatie. Daarnaast was hij tussen 1986 en 1990 lid van het stichtingsbestuur van tijdschrift De Helling.
Tussen 1990 en 1991 werd Van der Lans fulltime freelancer met zijn eigen Tekst & Adviesbureau Interlinie, waar hij met name werkte in de (semi-)publieke sector. Tussen 1991 en 1994 werd Van der Lans redacteur bij de Volkskrant, waar hij verantwoordelijk was voor de opiniepagina Forum. Ook werkte hij bij het Tijdschrift voor de Sociale Sector en andere vakbladen over de semi-publieke sector (tussen 1990 en 1994). Vanaf 1993 werkte Van der Lans weer als freelancer. Hij werkte voor het opinieblad De Groene Amsterdammer (tussen 1993 en 1999) en voor het opinieblad Vrij Nederland (tussen 2001 en 2004). Voor Vrij Nederland beheerde hij de opiniepagina "Brandende Kwesties". Ook was hij columnist bij TSS - Tijdschrift voor sociale vraagstukken (sinds 1994) en de J/M (van 1997 tot 1999). Van der Lans was in deze periode ook actief binnen GroenLinks, waarvan hij in 1990 lid was geworden. Tussen 1990 en 1996 was hij lid van de redactie van het kwartaaltijdschrift de Helling. En tussen 1995 en 2000 was hij lid van het bestuur van het Wetenschappelijk Bureau GroenLinks.
In 2005 schreef Van der Lans Koning Burger een cultuurkritische analyse over de relatie tussen burger en overheid. In 2008 volgde Ontregelen - De herovering van de werkvloer. Op dit moment is Van der Lans nog steeds freelancer. Hij is, sinds 2003 columnist in het Aedes Magazine (van de branchevereniging voor woningbouwcorporaties), sinds 2004 in het blad "DANS", een uitgave van het Landelijk Centrum Amateurdans, en sinds 2007 in het GroenLinks Magazine.
Daarnaast is Van der Lans lid van de Raad van Toezicht van het organisatie-adviesbureau De Beuk (sinds 2000) en van HVO Querido, een instelling voor maatschappelijk opvang en begeleid en beschermd wonen (sinds 2004), bestuurslid Stichting Belangenbehartiging Amsterdamse Dak- en Thuislozen (sinds 2006) en sinds 2007 voorzitter Stichting Cultuur aan 't IJ en Stichting EROPAF!, een initiatief gebaseerd op Van der Lans' visie op de rol van professionals en burgers in de publieke sector.
Jos van der Lans is ook initiatiefnemer en redacteur van de canon sociaal werk, samen met Jan Steyaert, Maarten van der Linde, en Wim Verzelen.

## Eerste Kamerlid
Van 1999 tot 2007 was Van der Lans lid van de GroenLinks-fractie in de Eerste Kamer. Hij hield zich bezig met uiteenlopende onderwerpen:Verkeer en Waterstaat, Volkshuisvesting en Ruimtelijke Ordening, Milieu, Cultuur en Economische Zaken. Van der Lans was tussen 2003 en 2007 voorzitter van de vaste commissie voor Verkeer en Waterstaat. Hij behoorde in 2001 tot de minderheid van de GroenLinks-fractie die tegen het huwelijk van Willem-Alexander en Máxima Zorreguieta stemde, uit republikeinse overwegingen.

## Politieke en maatschappelijke visie

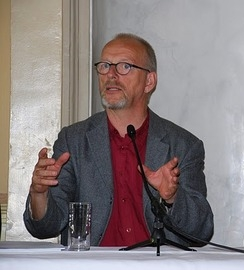
Van der Lans in juli 2011 bij de presentatie van het rapport 'Doorzetten en loslaten' over wijkenaanpak.

Van der Lans houdt zich in het bijzonder bezig met sociale sector: waaronder het welzijnswerk en de woningbouwcorporaties. Hij richt zich met name op de rol van de overheid, van burgers en van professionals in deze sector.
Al sinds 1994 pleit Van der Lans, toen samen met Paul Kuypers in hun Modern Paternalisme, tegen de cultuur van afzijdigheid en vrijblijvendheid in de sociale sector. De hulpverlener moest zich actief met het leven van hun cliënten bemoeien zonder te vervallen in het moralisme van de jaren 50 of de drammerigheid van de jaren 70. Als de sociale sector zich meer "bemoeit" met het leven van cliënten zal dit, volgens Van der Lans, veel effectiever zijn. Volgens Van der Lans is deze cultuur van afzijdigheid het gevolg van schaalvergroting enerzijds en een toegenomen respect voor de privacy van mensen anderzijds. Professionals, als politie agenten, welzijnswerkers en onderwijzers moeten in Van der Lans' ogen worden bevrijd van de toegenomen bureaucratie in de sociale sector. De bureaucratie is, volgens Van der Lans, het gevolg van een steeds grotere vraag naar transparantie en verantwoording van de politiek. Als professionals zich bevrijden uit de bureaucratie kunnen zij zich richten op hun werk aan "de frontlinie van de samenleving". Zij moeten zich bemoeien met het leven van hun cliënten met een "eropaf"-mentaliteit.
Van der Lans is zeer kritisch over de houding van burgers in de publieke sector, die zich, in zijn ogen "als koningen" gedragen: burgers verwachten dat de overheid snel hun problemen op kan lossen. De overheid reageert hierop als een onderdaan: steeds meer politici zeggen te willen luisteren naar de burgers. Volgens Van der Lans is de relatie tussen politiek en burger radicaal gewijzigd: voorheen was de politiek de "koning" en de burger de onderdaan. Volgens Van der Lans is er ook geen kloof tussen burgers en de politiek: de politiek is nog nooit zo responsief geweest naar de burger. Echter, in de ogen van Van der Lans werkt dit niet: de overheid kan niet op de korte termijn aan al de, vaak tegengestelde, eisen van alle burgers voldoen.

## Privé
Van der Lans woont ongehuwd samen. Hij heeft vier kinderen, onder wie twee pleegkinderen.

## Publicaties
Hieronder staat een selectie van Van der Lans' publicaties
- "Giftige bonbons" (verhalenbundel, 1986)
- "Modern Paternalisme" (manifest, 1994) (samen met Paul Kuypers)
- "De onzichtbare samenleving" (essaybundel, 1995)
- "Lage landen. Hoge sprongen. Nederland in beweging 1898-1998" (1998) (samen met Herman Vuijsje)
- "Typisch Nederlands. Vademecum van de Nederlandse identiteit" (1999) (samen met Herman Vuijsje)
- "Het verlangen naar de stad" (2002) (samen met Herman Vuijsje)
- "Het woninkrijk der Bloemstraters" (2003)
- "Bemoeien werkt" (2003) (samen met Nies Medema en Marc Räkers)
- "Koning burger - Nederland als zelfbedieningszaak" (2005)
- "Ontregelen - De herovering van de werkvloer" (2008)
- "Eropaf! - De nieuwe start van het sociaal werk" (2010)
- "Burgerkracht (essay)" (2011) (samen met Nico de Boer)
- "Sociaal doe-het-zelven; De idealen en de politieke praktijk" (2013) (samen met Pieter Hilhorst)
- "DEcentraal: De stad als sociaal laboratorium" (2014) (samen met Nico de Boer)

## Voetnoten
1. 1 2  ARCHIEF VAN JOS VAN DER LANS - POLITICUS op josvdlans.nl
2. 1 2 3  KONING BURGER op josvdlans.nl
3. 1 2  ONTREGELEN op josvdlans.nl
4. ↑  profiel op parlement.com
5. ↑  Naar een modern paternalisme op josvdlans.nl
6. 1 2  Bemoeien werkt op josvdlans.nl
7. 1 2  Hilhorst, Pieter "Verlamde professionals" in De Volkskrant 8-3-2008. Gereproduceerd op josvdlans.nl
8. 1 2  Koper, A., "Leve de overheid, weg met de burger" in De Volkskrant 11-11-2005. Gereproduceerd op josvdlans.nl
9. ↑  Voor een volledige lijst zie Boekenoverzicht op josvdlans.nl